# Episodi di 8 sotto un tetto (terza stagione)
La terza stagione della serie televisiva 8 sotto un tetto è andata in onda originariamente negli Stati Uniti d'America sul canale ABC dal 20 settembre 1991 all'8 maggio 1992.
In Italia è stato trasmesso dal 10 agosto al 13 settembre 1994 su Canale 5.
| nº | Titolo originale             | Titolo italiano                      | Prima TV USA      | Prima TV Italia   |
| -- | ---------------------------- | ------------------------------------ | ----------------- | ----------------- |
| 1  | Boom!                        | Un tenero amico                      | 20 settembre 1991 | 11 agosto 1994    |
| 2  | Brains Over Brawn            | L'intelligenza è sexy                | 27 settembre 1991 | 12 agosto 1994    |
| 3  | The Show Must Go On          | Il bacio sconvolgente                | 4 ottobre 1991    | 16 agosto 1994    |
| 4  | Words Hurt                   | Parole che fanno male                | 11 ottobre 1991   | 15 agosto 1994    |
| 5  | Daddy's Little Girl          | Le armi della seduzione              | 18 ottobre 1991   | 10 agosto 1994    |
| 6  | Citizen's Court              | Citato in giudizio                   | 25 ottobre 1991   | 17 agosto 1994    |
| 7  | Robo-Nerd                    | Un seduttore tutto ferro             | 1º novembre 1991  |                   |
| 8  | Making the Team              | Due mete da raggiungere              | 8 novembre 1991   | 22 agosto 1994    |
| 9  | Born to Be Mild              | L'eroe del giorno                    | 15 novembre 1991  | 24 agosto 1994    |
| 10 | The Love God                 | Dopo di lei, Signora                 | 22 novembre 1991  | 25 agosto 1994    |
| 11 | Old and Alone                | Vecchi e soli                        | 29 novembre 1991  | 19 agosto 1994    |
| 12 | A Pair of Ladies             | Doppia coppia di dieci               | 6 dicembre 1991   | 26 agosto 1994    |
| 13 | Choir Trouble                | Ottime intenzioni, pessimi risultati | 20 dicembre 1991  | 18 agosto 1994    |
| 14 | Test of Friendship           | Dimostrazioni d'amicizia             | 10 gennaio 1992   | 8 settembre 1994  |
| 15 | Jailhouse Blues              | Cattive compagnie                    | 17 gennaio 1992   | 29 agosto 1994    |
| 16 | Brown Bombshell              | Lettere dalla prigione               | 31 gennaio 1992   | 2 settembre 1994  |
| 17 | Food, Lies and Videotape     | Waldo il grande Chef                 | 7 febbraio 1992   | 5 settembre 1994  |
| 18 | My Broken-Hearted Valentine  | Cupido sbaglia tiro                  | 14 febbraio 1992  | 31 agosto 1994    |
| 19 | Woman of the People          | Donne al comando                     | 24 febbraio 1992  |                   |
| 20 | Love and Kisses              | Il valore di un bacio                | 28 febbraio 1992  | 1º settembre 1994 |
| 21 | Stop in the Name of Love     | Rinuncio per amore                   | 13 marzo 1992     | 12 settembre 1994 |
| 22 | The Urkel Who Came to Dinner | Guai a fin di bene                   | 3 aprile 1992     | 7 settembre 1994  |
| 23 | Robo-Nerd II                 | Nuovo compagno per Carl              | 24 aprile 1992    | 9 settembre 1994  |
| 24 | Dudes                        | Steve il rubacuori                   | 1º maggio 1992    |                   |
| 25 | Farewell, My Laura           | Ci sarà un lieto fine                | 8 maggio 1992     | 13 settembre 1994 |